# Oliverio Castañeda de León
Oliverio Castañeda de León (12 de octubre de 1955 - 20 de octubre de 1978) fue un líder estudiantil guatemalteco. Era miembro del grupo estudiantil FRENTE, que integraba el ala juvenil del proscrito Partido Guatemalteco del Trabajo (PGT) luchó por los derechos humanos en Guatemala desde su puesto de secretario general de la Asociación de Estudiantes Universitarios de la Universidad San Carlos de Guatemala.  Tras demostrar su poder de convocatoria y organización durante las protestas contra el alza al pasaje urbano contra el recién instalado gobierno del general Fernando Romeo Lucas García -quien tomó posesión del cargo el 1.° de julio de 1978-, fue amenazado de muerte por el Ejército Secreto Anticomunista (ESA) junto con otras treinta y siete personas, -incluyendo a muchos dirigentes de la Universidad- y fue asesinado el 20 de octubre de 1978 a los 23 años en el centro de la Ciudad de Guatemala, tras haber acusado directamente al entonces Ministro de Gobernación, Donaldo Álvarez Ruiz, de ser el promotor de la oleada de terror que se vivía en Guatemala luego de que el gobierno empezara a reprimir a las organizaciones populares que dirigieron las protestas contra el alza del transporte urbano.

## Biografía
Nació en una familia de clase media de la Ciudad de Guatemala, capital del país que lleva el mismo nombre. Estudió en el Colegio Americano de Guatemala y luego se destacó como un brillante estudiante de economía en la Universidad de San Carlos de Guatemala.  En la Universidad se destacó por su liderazgo y compromiso con las causas sociales.

## Antecedentes
Oliverio Castañeda de León era un joven estudiante universitario, egresado del Colegio Americano de Guatemala. Brillante estudiante de Economía, se destacó en la directiva de la Asociación de Estudiantes Universitarios (AEU), de la Universidad de San Carlos de Guatemala cuando, en el período 77-78, ocupó el cargo de secretario de finanzas. Su trayectoria en el movimiento estudiantil universitario registró un rápido ascenso, dados su carisma y capacidad de liderazgo. En mayo de 1978 fue elegido secretario general de la AEU, respaldado por el grupo estudiantil FRENTE, que aglutinaba a asociaciones estudiantiles de diferentes facultades y escuelas de la Universidad de San Carlos.
En 1976 surgió el grupo estudiantil FRENTE en la Universidad de San Carlos, que arrasó por completo con todos los puestos de elección estudiantiles; sus dirigentes eran en su mayoría miembros de la Juventud Patriótica del Trabajo (JPT), el ala juvenil del Partido Guatemalteco del Trabajo (PGT), el partido comunista guatemalteco que había funcionado en la clandestinidad desde 1954. A diferencia de otras organizaciones de tendencias marxista en Guatemala en ese tiempo, los dirigentes de FRENTE -y de una fracción del PGT en ese momento- confiaban en el movimiento de masas para alcanzar el poder por la vía electoral.
FRENTE, usando su poder dentro de las asociaciones estudiantiles, inició una campaña política con vistas a las elecciones generales universitarias en 1978, aliado a los catedráticos de la izquierda agrupados en Vanguardia Universitaria. Ganaron la secretaría general de la AEU con Oliverio Castañeda de León y la rectoría de la universidad con el licenciado Saúl Osorio Paz; además de que sindicalistas relacionados al PGT y FRENTE tomaron la dirigencia del Sindicato de Trabajadores de la Universidad (STUSC). Osorio Paz dio espacio y apoyo al movimiento estudiantil y en lugar de existir conflictos entre la administración y los estudiantes, las diferentes representaciones se aliaron para construir una universidad de mayor proyección social.  En 1978 la Universidad de San Carlos se convirtió en uno de los sectores de más peso político en Guatemala; ese año el movimiento estudiantil, el profesorado y el Consejo Superior Universitario se unieron en contra del gobierno y en favor de una apertura de espacios para los sectores más necesitados del país. Con el fin de ampliar su extensión universitaria, la Asociación de Estudiantes Universitarios (AEU) rehabilitó la «Casa del Estudiante» en el centro de la Ciudad de Guatemala; allí recibieron y apoyaron a familiares de los desaparecidos y a los pobladores ya concientizados políticamente. También organizaron grupos de trabajadores del comercio informal. Esto atrajo la atención del gobierno, que al percatarse de las actividades sociales de los estudiantes, empezó a vigilar la Casa.
Al iniciar su período, Saúl Osorio fundó el semanario Siete Días en la USAC que informaba sobre las actividades de la Universidad y denunciaba constantemente la violación a los derechos humanos, en especial la represión contra el movimiento popular, además de hacer públicos los movimientos revolucionarios en Nicaragua y El Salvador. Por unos meses, la universidad estatal fue una universidad unida y progresista, preparándose para confrontar al Estado y el Consejo Superior Universitario se convirtió en un importante defensor de las luchas del pueblo. 
Ahora bien, FRENTE tenía que enfrentarse con la izquierda radical, representada en ese entonces por el Frente Estudiantil Revolucionario "Robin García" (FERG), que surgió durante la marcha del Primero de mayo de 1978. El FERG coordinó a varios grupos estudiantiles en las diferentes facultades de la Universidad de San Carlos y en los institutos públicos de educación media del Estado. Esta coordinación entre grupos legales provenía del Ejército Guerrillero de los Pobres (EGP), grupo guerrillero que había aparecido a la luz pública en 1972 y que tenía su centro de operaciones en la región petrolera del norte del departamento de Quiché -es decir, el Triángulo Ixil de Ixcán, Nebaj y Chajul en la Franja Transversal del Norte. Aunque no fue propiamente un grupo armado, el FERG buscaba la confrontación con el Estado; dio preeminencia a las medidas de hecho que podían llegar a la violencia de masas y a la actividad paramilitar. A sus miembros no les interesaba trabajar dentro de un marco institucional y nunca pidieron permiso para sus manifestaciones o acciones.
El 5 de marzo de 1978 fue elegido Presidente de la República el general Fernando Romeo Lucas García, quien había sido Ministro de la Defensa durante el gobierno de Kjell Eugenio Laugerud García. Luego, el 29 de mayo de 1978 -en las postrimerías del gobierno del general Laugerud García- en la plaza central de Panzós, Alta Verapaz, elementos de la Zona Militar en Zacapa atacaron una manifestación pacífica, matando a una gran cantidad de personas. Los fallecidos, campesinos indígenas que habían sido citados en el lugar, estaban luchando por la legalización de las tierras baldías que habían ocupado desde años atrás. Su lucha los enfrentó directamente con los inversionistas que querían explotar la riqueza mineral del área, en particular las reservas de petróleo -explorada por Basic Resources y Shenandoah Oil- y de níquel -explotado por EXMIBAL. La Masacre de Panzós causó una gran conmoción en la Universidad por el alto número de víctimas y por haber surgido de conflictos sobre la explotación de recursos naturales por empresas extranjeras. En 1978 por ejemplo, Osorio Paz y otros universitarios recibieron amenazas por su abierta oposición a la construcción de un oleoducto interoceánico que cruzaría el país para facilitar la explotación petrolera. El 8 de junio la AEU organizó una protesta masiva en el centro de la Ciudad de Guatemala en la que los oradores denunciaron la Masacre de Panzós y expresaron su repudio hacia el régimen de Laugerud García en términos más contundentes que en otras ocasiones.
Dos días después de la masacre, la AEU realizó una manifestación de protesta, en la que participó de manera mayoritaria población indígena, e hizo público un comunicado de Prensa en el que demandaba del Gobierno tres puntos que fueron aceptados por las autoridades: 
- el acceso de los medios de comunicación al lugar de la masacre
- el acceso al mismo de estudiantes de Medicina y la Cruz Roja, para atender a los heridos, y
- autorización para entrevistar a seis soldados que resultaron lesionados.[5]

En julio, Lucas García asumió la Presidencia y luego liberó los precios de la canasta básica, lo que de inmediato le ganó el rechazo popular. Luego, un aumento a la tarifa del transporte urbano y la huelga de los pilotos del servicio urbano colmó la paciencia de los ciudadanos y el rechazo al Presidente llegó al máximo. Los conductores decidieron llevar sus unidades a la Universidad de San Carlos, que por su autonomía, era el único lugar fuera de la jurisdicción del Estado en el que podían estar. Osorio Paz, pese a ser del grupo moderado de izquierda del Partido Guatemalteco del Trabajo, decidió recibir a los huelguistas y de esa forma empezaron tres meses de interrupciones en el servicio urbano, quedando la Universidad identificada con la oposición al gobierno. El 4 de agosto se realizó la primera gran manifestación durante el período de Lucas García. Universitarios y estudiantes de nivel medio acompañaron a los demás sectores del movimiento popular en la conmemoración del primer aniversario de las muertes de Robin García y Aníbal Caballeros. El Ministro de Gobernación, Donaldo Álvarez Ruiz, declaró que si no existía permiso gubernamental, cualquier manifestación sería reprimida; de esa cuenta, al inicio de la marcha, el equipo antimotines de la Policía Nacional rodeó a los manifestantes y les lanzó bombas lacrimógenas, por lo que los estudiantes se vieron forzados a refugiarse en el Paraninfo Universitario. De los más de doscientos manifestantes que recibieron el auxilio de la Cruz Roja, treinta y uno tuvieron que ser hospitalizados, la mayoría jóvenes de entre 14 y 17 años de edad. La Masacre de Panzós y la represión de las protestas urbanas llevó a los dirigentes universitarios de FRENTE a asumir una actitud más beligerante, con el apoyo urbano al FERG y otros grupos aliados al Ejército Guerrillero de los Pobres.
A pesar de la gran movilización popular, a finales de septiembre de 1978 el Consejo Municipal de la ciudad de Guatemala aprobó una alza en la tarifa del transporte urbano de cinco a diez centavos, para "motivar" a las empresas a aumentar el salario de sus empleados y así solucionar el conflicto laboral. El viernes 29 de septiembre, día que la nueva tarifa entró en vigencia, jóvenes de diversos barrios populares reanudaron su protesta al construir barricadas en las principales calles en sitios importantes en las jornadas de marzo de 1962. El fin de semana siguiente, se declaró una huelga general y los empleados estatales paralizaron sus labores y ocuparon sus lugares de trabajo, mientras que los institutos de nivel medio y sus alrededores fueron controlados por estudiantes que se enfrentaron a la policía. El descontento popular era tan grande que la manifestación pronto cobró tal fuerza que a los dirigentes les era difícil controlarla.
Oliverio Castañeda, en su doble calidad de dirigente de la AEU e integrante del Comité de Emergencia de los Trabajadores del Estado (CETE), desempeñó un papel activo en la organización de esta huelga general.  Las protestas finalizaron hasta que se alcanzó el objetivo más importante: el viernes 6 de octubre el Consejo Municipal restauró la tarifa de cinco centavos; los manifestantes habían logrado vencer al gobierno militar a través de la movilización popular, aunque a costa de cerca de cuarenta a cien muertes.(Cuevas del Cid 1980). La movilización de octubre enunció una posición revolucionaria, inspirada por una insurrección similar en Nicaragua.
El gobierno de Lucas García estaba en crisis; en Nicaragua el movimiento urbano estaba uniéndose con el Frente Sandinista de Liberación Nacional. El gobierno podía ver la inminente posibilidad que los rebeldes guatemaltecos también aprovecharan la movilización popular en la ciudad. Entonces decidió utilizar el terror estatal para fin la articulación de los rebeldes; a partir de octubre de 1978 el Estado y la extrema derecha señalaron a los líderes estudiantiles e intelectuales de la Universidad de San Carlos como los posibles líderes políticos de la oposición.
Entonces empezaron los ataques de los escuadrones de la muerte:
- Pocos días después del fin de las protestas, el profesor universitario y dirigente de la Democracia Cristiana René de León Schlotter sufrió un atentado a tiros en el que resultó muerto su chofer.
- El martes 17 de octubre, Santiago López Aguilar, director de la Escuela de Orientación Sindical, sobrevivió un atentado.
- El miércoles 18 de octubre, el Ejército Secreto Anticomunista (ESA), un grupo terrorista, publicó una lista negra en la cual amenazó de muerte a treinta y ocho personajes clave del movimiento popular. Entre ellos estaban varios universitarios, incluyendo Osorio Paz, varios decanos de la universidad y el secretario general de la AEU, Castañeda de León.[11] Este clima determinó que, aún antes de las amenazas del ESA, se adoptaran medidas para proteger a Castañeda de León de eventuales atentados. Se le llevaba a dormir a diferentes casas y se mantenía el control sobre sus movimientos. En el contexto descrito, el presidente Lucas García declaró a los medios de comunicación que la Universidad era un foco de subversión, lo cual significaba que tanto estudiantes como profesionales eran partícipes de las actividades armadas en el país.[12]

A raíz de esta situación, el jueves 19 de octubre por la noche se decidió que los directivos de la AEU no participarían en la marcha del día siguiente, sino sólo en el mitin posterior. Esta decisión no fue acatada y la mayoría de los dirigentes se integró a la marcha.

## Asesinato
| Ellos pueden matar a nuestros dirigentes, pero mientras haya pueblo, habrá revolución. —Oliverio Castañeda de León 20 de octubre de 1978 |

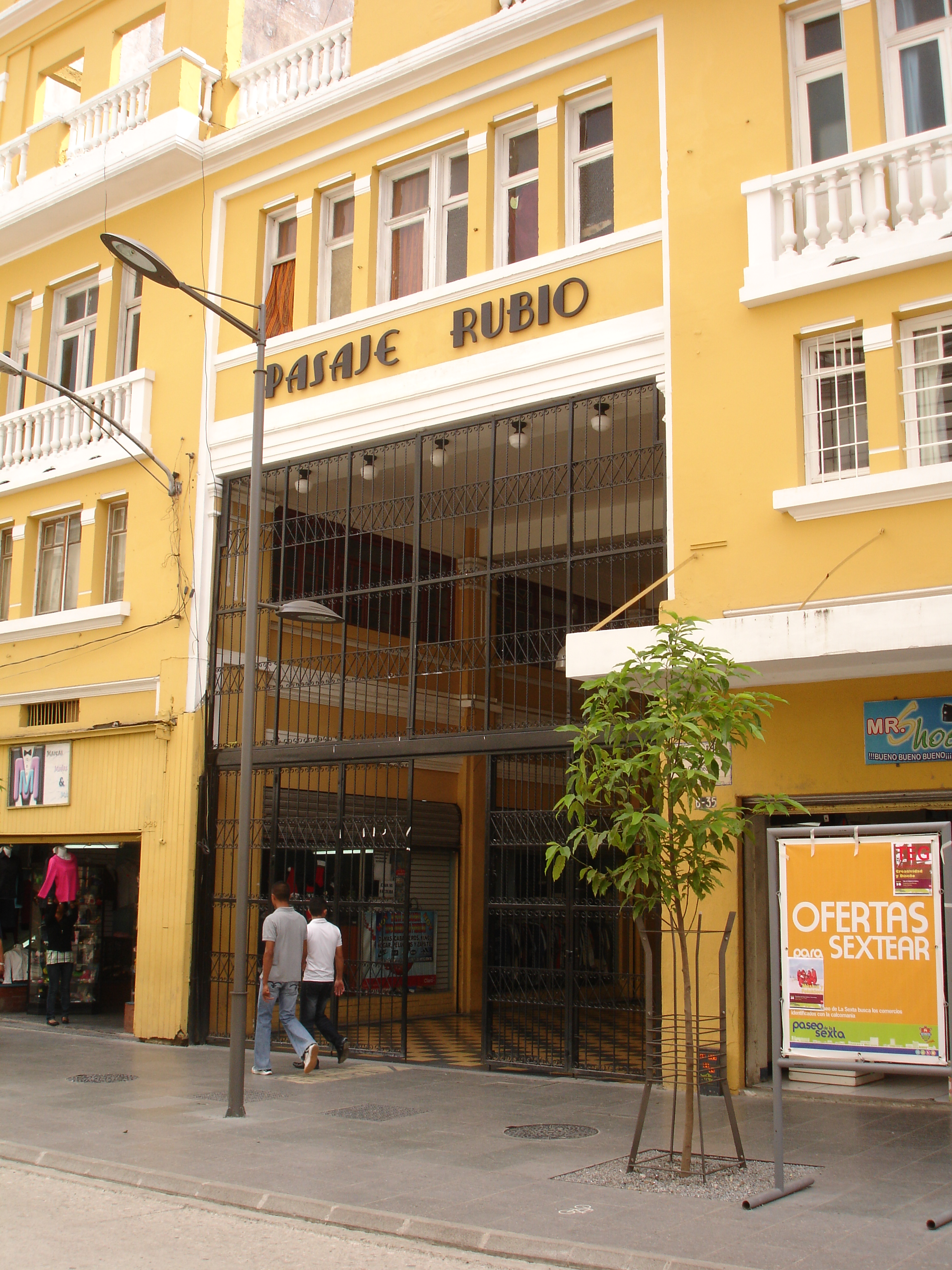
Entrada al Pasaje Rubio sobre la 6a. avenida de la zona 1. En este lugar fue asesinado Castañeda de León el 20 de octubre de 1978.

El viernes 20 de octubre de 1978, la marcha conmemorativa de la Revolución de octubre de 1944 concluyó sin incidentes en el Portal del Comercio de la Ciudad de Guatemala, localizado frente al Palacio Nacional en el Parque Central de la ciudad. A pesar de las amenazas en su contra, Castañeda de León se presentó en el Parque Centenario para dar el discurso de la AEU en ocasión del aniversario de la Revolución y señaló al Ministro de Gobernación, Donaldo Álvarez Ruiz, como responsable de la oleada de terror. La famosa frase final de su discurso -«Ellos pueden matar a nuestros dirigentes, pero mientras haya pueblo, habrá revolución»- fueron trágicamente visionarias.
Castañeda de León fue asesinado poco después, cuando caminaba sobre la 6a. avenida hacia la cervecería "El Portal", poco después de una hora de haber pronunciado su discurso. Cuando cruzaba la 6.a avenida -una de las principales calles de la Ciudad de Guatemala en ese entonces- se produjeron varios disparos; un hombre no identificado descendió de un auto, y abrió fuego con una ametralladora contra Castañeda, quien fue alcanzado por una bala y cayó.  Entonces, otro sujeto no identificado salió de otro vehículo, se detuvo y le dio el tiro de gracia.
Los perpetradores huyeron de la escena del crimen sin la intervención de los policías que estaban en los alrededores y Castañeda murió poco después debido a sus heridas. Esta operación, al mediodía y en pleno centro de la ciudad, demostró la impunidad de los asesinos y el abierto desafío lanzado contra el movimiento popular.

## Repercusiones del acontecimiento
| Documental fílmico Discurso del 22 de mayo de 1978 Guatemala. \| Secciones \| Descripción \| \| --------- \| ------------------------------------------------------------------------------------------------------------------------------------------------------------- \| \| Discurso \| Discurso que pronunció Castañeda de León el 22 de mayo de 1978, Celebrando la fundación de la Asociación de Estudiantes Universitarios el 22 de mayo de 1920. \| | |
| Secciones | Descripción |
| Discurso | Discurso que pronunció Castañeda de León el 22 de mayo de 1978, Celebrando la fundación de la Asociación de Estudiantes Universitarios el 22 de mayo de 1920. |

Quince días después del asesinato de Oliverio Castañeda, fue desaparecido su sucesor, Antonio Ciani García. Por su participación en las movilizaciones de 1978, la AEU se había convertido en el primer blanco de una campaña de terror estatal diseñada para desarticular al movimiento popular.
En los siguientes 18 meses recibieron amenazas casi todos los dirigentes estudiantiles y profesores universitarios con vinculaciones políticas (incluso con los partidos legales). A veces la amenaza fue de forma muy sutil e indirecta, transmitida por un conocido, mientras que otras personas fueron abiertamente presionados para salir del país. Esta se convirtió en la forma más simple y eficiente de desarticular el movimiento. Para quienes no hicieron caso y continuaron con sus actividades de protesta, el terrorismo del Estado les destinó a los escuadrones de la muerte.
Al iniciarse el año 1979, los escuadrones de la muerte aumentaron su campaña contra la intelectualidad del país, atacando a prestigiosos miembros de la Universidad, de la prensa, abogados, médicos, y dirigentes políticos de la oposición. El 25 de enero de 1979 fue asesinado Alberto Fuentes Mohr, doctor en Ciencias Económicas, diputado del Congreso, dirigente del Partido Socialista Democrático (PSD) y exministro de Finanzas y Relaciones Exteriores del gobierno del licenciado Julio César Méndez Montenegro. Ese mismo día, a pocas horas, fue acribillado el dirigente estudiantil y sindical Ricardo Martínez Solórzano. El 14 de febrero fue asesinado Manuel Lisandro Andrade Roca, secretario general de la Universidad en el período de Saúl Osorio Paz.
El 22 de marzo fue muerto el exalcalde de la capital Manuel Colom Argueta, en un operativo en que sus asesinos emplearon un helicóptero para "cazarlo". Colom había sido director del Centro de Estudios Urbanos y Regionales (CEUR) de la Universidad de San Carlos de Guatemala y dirigente político del Frente Unido de la Revolución (FUR). Junto a Fuentes Mohr fueron los más destacados miembros de la oposición política legal. Sus muertes cerraron, aún más, el espacio político guatemalteco. Estos asesinatos y amenazas en contra de dirigentes del FUR y el PSD continuaron en 1979 y 1980, y en años posteriores en contra de la Democracia Cristiana Guatemalteca. 
Hasta 1979 el Comité Central del clandestino Partido Guatemalteco del Trabajo (PGT) había considerado que el FUR podría convertirse en el instrumento para participar legalmente en el proceso electoral y buscar el poder de esa forma. Pero tras los asesinatos de los líderes de ese partido, el PGT y demás organizaciones clandestinas intensificaron sus esfuerzos para tomar el Estado por medio de las armas. En la Universidad, el rector Saúl Osorio Paz, después de los ataques a sus colegas y amenazas contra su persona, empezó a vivir en la rectoría, protegido por brigadas estudiantiles del partido FRENTE. En un caso sin precedentes, el rector dirigió la Universidad desde la clandestinidad por casi dos años, al extremo de ser obligado a salir del país en julio de 1980.
El efecto de la represión estatal y paraestatal era peor en el movimiento estudiantil: la AEU terminó diezmada; pero a pesar de ello, la AEU continuó siendo una organización beligerante durante esta campaña de terror. Para protegerse, la AEU reestructuró su forma organizativa y para que sus dirigentes no fueran tan vulnerables, se abstuvo de revelar los nombres de estos.
La administración universitaria siguió en su militancia. Casi todo el contenido de su órgano oficial, Siete Días en la USAC, fue una constante crítica al gobierno. El gobierno temía ya la unidad y beligerancia de la organización popular y, como estaba bien enterado de la presencia de cuadros guerrilleros en los sindicatos, en los barrios populares y en diversas facultades de la Universidad de San Carlos, se valió de esto para justificar el terror, no sólo contra los insurgentes, sino en contra del movimiento legal.
Pero la neutralización del movimiento no sería fácil. En 1979 existía un amplio y bien organizado movimiento en contra del gobierno, capaz de movilizar grandes cantidades de personas en manifestaciones (principalmente sepelios), aunque las protestas masivas eran entonces muy difíciles de realizarse. Cuando los espacios políticos fueron cerrados, una buena parte del movimiento actuó en la clandestinidad, para salvarse y seguir la lucha de una forma más adecuada a las condiciones. La coyuntura centroamericana en 1979 estaba marcada por la creciente radicalización de los movimientos de masas: en Nicaragua, el 19 de julio triunfó la Revolución Sandinista, victoria que en Guatemala se convirtió en una muestra de la viabilidad de la lucha armada. Sin embargo, los miembros del movimiento popular no estaban preparados para enfrentarse al Estado por la vía violenta. La organización militar se formaba lentamente y la organización de masas estaba rezagada en el terreno de la autodefensa. Según Wilson Romero, entonces estudiante de Ciencias Económicas y miembro de la Juventud Patriótica del Trabajo, pocos militantes previeron la disposición del gobierno de aniquilar el movimiento.